# آهنگ بغل
«آهنگ بغل» (به آلمانی: Kuschel Song) نخستین تک‌آهنگ از خرگوش کارتونی آلمانی، اشنوفل می‌باشد.